# Liste der Monuments historiques in Saint-Juvat
Die Liste der Monuments historiques in Saint-Juvat führt die Monuments historiques in der französischen Gemeinde Saint-Juvat auf.

## Liste der Bauwerke
| Bezeichnung         | Beschreibung           | Standort | Kennzeichnung | Schutzstatus | Datum | Bild           |
| ------------------- | ---------------------- | -------- | ------------- | ------------ | ----- | -------------- |
| Croix de la Mettrie | Kreuz, 14. Jahrhundert | (Lage)   | PA00089638    | Inscrit      | 1926  | weitere Bilder |
| Friedhofskreuz      | 17. Jahrhundert        | (Lage)   | PA00089637    | Inscrit      | 1926  | weitere Bilder |

## Liste der Objekte

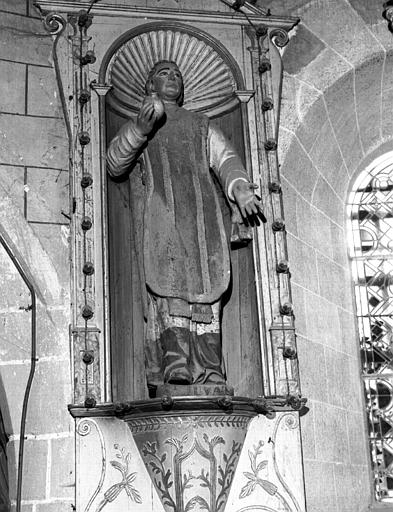
Skulptur des heiligen Juvat (18. Jahrhundert) in der Kirche St-Juvat

- Monuments historiques (Objekte) in Saint-Juvat in der Base Palissy des französischen Kultusministeriums